# ブーパティーンドラ・マッラ

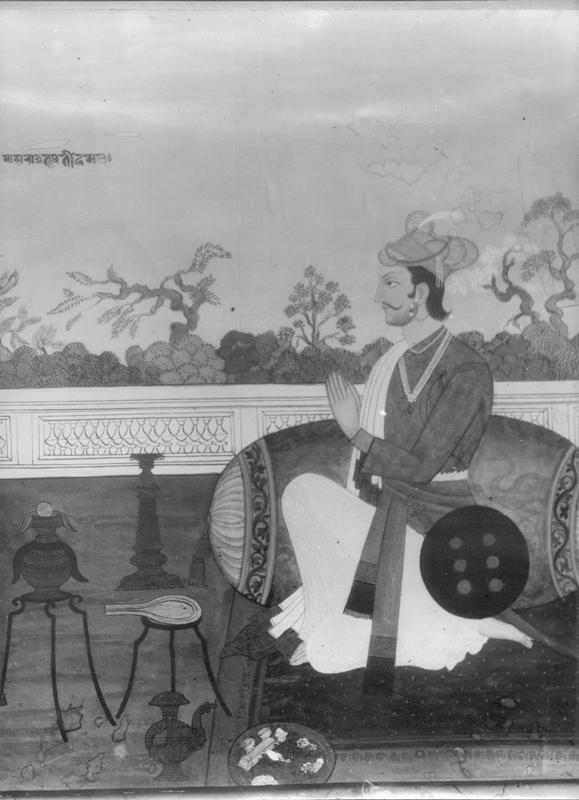
ブーパティーンドラ・マッラ

ブーパティーンドラ・マッラ（Bhupatindra Malla、? - 1722年）は、ネパール、バクタプル・マッラ朝の君主（在位：1696年 - 1722年）。

## 生涯
1698年、新たな王宮マーラティ・チョークを建設し、正門にはヌリシンハとハヌマーンの像が建てられた。そのほか、寺院なども修復した。
また、外交面ではカトマンズ・マッラ朝、パタン・マッラ朝の内紛に介入し、カトマンズを打ち破った。
ブーパティーンドラの死後、息子のラナジット・マッラが即位した。